# 코가 아오이
코가 아오이(일본어: 古賀 葵 こが あおい[*], 1993년 8월 24일 ~)는 일본의 여성 성우. 사가현 출신. 81프로듀스 소속.

## 출연 작품

### 극장판
- 2020년 귀멸의 칼날: 나타구모산 편 - 카마도 탄지로
- 2021년 프린세스 프린서플 크라운 핸들러 제2장 - 안제
- 2023년 극장판 프리큐어 올스타즈 F - 엘짱